# 格尔丰德-施奈德定理
格尔丰德-施奈德定理（英語：Gelfond–Schneider theorem）是一个可以用于证明许多数的超越性的结果。这个定理由苏联数学家亚历山大·格尔丰德和德国数学家西奧多·施耐德在1934年分别独立证明，它解決了希尔伯特第七问题。

## 表述
如果{\displaystyle \alpha }和{\displaystyle \beta }是代数数，其中{\displaystyle \alpha \notin \{0,1\}}，且{\displaystyle \beta }不是有理数，那么任何{\displaystyle \alpha ^{\beta }=e^{\{\beta \log \alpha \}}}的值一定是超越数。

## 评论
- {\displaystyle \alpha } 和 {\displaystyle \beta } 不限于实数，也可以是虚部不为零的复数。因此，{\displaystyle \alpha ^{\beta }=\exp\{\beta \log \alpha \}}可以是多值的，其中“log”表示复数对数，且该定理对每个值都是成立的。
- 该定理的一个等价的表述是：如果 {\displaystyle \alpha } 和 {\displaystyle \gamma } 是非零的代数数，那么 {\displaystyle (\log \gamma )/(\log \alpha )} 要么是有理数，要么是超越数。

使用反證法。
令 {\displaystyle \beta =(\log \gamma )/(\log \alpha )=\log _{\alpha }\gamma }
假設 {\displaystyle \beta } 不為超越數，也不為有理數，即為代數數
根據此定理，{\displaystyle \alpha ^{\beta }=\gamma } 為超越數
但 {\displaystyle \alpha ^{\beta }=\alpha ^{\log _{\alpha }\gamma }=\gamma } 卻是代數數，矛盾。
故 {\displaystyle (\log \gamma )/(\log \alpha )} 要么是有理数，要么是超越数。
- 如果没有 {\displaystyle \alpha }，{\displaystyle \beta } 是代数数的限制，这个定理未必成立。例如：
  - 令 {\displaystyle \alpha ={\sqrt {2}}^{\sqrt {2}}} 為超越數（由本定理可得知），{\displaystyle \beta ={\sqrt {2}}} 為代數數，則

{\displaystyle {\left({\sqrt {2}}^{\sqrt {2}}\right)}^{\sqrt {2}}={\sqrt {2}}^{{\sqrt {2}}\cdot {\sqrt {2}}}={\sqrt {2}}^{2}=2}，是代數數。
- - 令 {\displaystyle \alpha =3} 為代數數，{\displaystyle \beta =\log 2/\log 3} 為超越數，則

{\displaystyle \alpha ^{\beta }=2}，是代数数。

## 定理的应用
利用这个定理，立刻就可以推出以下实数的超越性：
- {\displaystyle 2^{\sqrt {2}}}（格尔丰德-施奈德常数）和它的平方根 {\displaystyle {\sqrt {2}}^{\sqrt {2}}}。
- 格尔丰德常数

{\displaystyle e^{\pi }=\left(e^{i\pi }\right)^{-i}=(-1)^{-i}=23.1406926328\ldots }
- {\displaystyle i^{i}=\left(e^{\frac {i\pi }{2}}\right)^{i}=e^{-{\frac {\pi }{2}}}=0.20787957635\ldots }